# Makigumo (tàu khu trục Nhật) (1942)
Makigumo (tiếng Nhật: 巻雲) là một tàu khu trục thuộc lớp Yūgumo của Hải quân Đế quốc Nhật Bản, từng hoạt động trong Chiến tranh Thế giới thứ hai.
Makigumo được đặt lườn tại Xưởng đóng tàu Fujinagata vào ngày 13 tháng 12 năm 1940, được hạ thủy vào ngày 5 tháng 11 năm 1941 và được đưa ra hoạt động vào ngày 14 tháng 3 năm 1942.
Không lâu sau Trận chiến quần đảo Santa Cruz, vào những giờ đầu tiên ngày 27 tháng 10 năm 1942, Makigumo cùng với tàu khu trục Akigumo đã đánh chìm chiếc tàu sân bay Hornet vốn đã hư hại nặng và bị bỏ lại. Tàu chiến Hoa Kỳ đã tìm cách đánh đắm Hornet trước đó nhưng đều bị thất bại, và sự xuất hiện của lực lượng Nhật Bản đã buộc các tàu Mỹ phải rút lui.
Vào ngày 1 tháng 2 năm 1943, Makigumo thực hiện một chuyến đi triệt thoái binh lính đến Guadalcanal. Trong khi cơ động né tránh một cuộc tấn công của các tàu tuần tra-phóng lôi PT boat Mỹ, nó đã va trúng phải một quả thủy lôi. Tàu khu trục Yūgumo đã chuyển được 237 người còn sống sót, trong đó có Thuyền trưởng, Trung tá Hải quân Fujita, và đã đánh đắm Makigumo bằng một quả ngư lôi ở cách 5 km (3 dặm) về phía Nam Tây Nam đảo Savo, ở tọa độ 09°15′N 159°47′Đ / 9,25°N 159,783°Đ.
Makigumo được rút khỏi danh sách Đăng bạ Hải quân vào ngày 1 tháng 3 năm 1943.